# Lucilia fulvicornis
Lucilia fulvicornis är en tvåvingeart som först beskrevs av Robineau-desvoidy 1830.  Lucilia fulvicornis ingår i släktet Lucilia och familjen spyflugor. Inga underarter finns listade i Catalogue of Life.